# Stoidis squamulosa
Stoidis squamulosa là một loài nhện trong họ Salticidae.
Loài này thuộc chi Stoidis. Stoidis squamulosa được Lodovico di Caporiacco miêu tả năm 1955.